# Pauh I
Pauh I is een bestuurslaag in het regentschap Musi Rawas van de provincie Zuid-Sumatra, Indonesië. Pauh I telt 3450 inwoners (volkstelling 2010).